# Fu Chun’e
Fu Chun’e (chinesisch 傅春娥, Pinyin Fù Chūn'é, * 1959) ist eine chinesische Badmintonspielerin.

## Karriere
Fu Chun’e wurde 1978 Dritte bei den nationalen Meisterschaften im Dameneinzel. Bei den chinesischen Nationalspielen des Folgejahres wurde sie Vierte im Mixed mit Li Mao. Bei der Badminton-Weltmeisterschaft 1979 gewann sie Silber hinter ihrer Teamkollegin Han Aiping.

## Erfolge

### Individuell
| Saison | Veranstaltung             | Disziplin   | Platz | Gegner     | Ergebnis         |
| ------ | ------------------------- | ----------- | ----- | ---------- | ---------------- |
| 1979   | Weltmeisterschaften (WBF) | Dameneinzel | 2     | Han Aiping | 11–9, 0–11, 4–11 |

### Teamergebnisse
| Saison | Veranstaltung             | Disziplin | Platz | Gegner   |
| ------ | ------------------------- | --------- | ----- | -------- |
| 1979   | Weltmeisterschaften (WBF) | Damenteam | 1     | Thailand |